# グーフィーの昼寝騒動
『グーフィーの昼寝騒動』（グーフィーのひるねそうどう、原題：Lion Down）は、ウォルト・ディズニー・プロダクション（現：ウォルト・ディズニー・カンパニー）が製作した1951年1月5日公開のアニメーション短編映画作品である。グーフィーの短編映画シリーズの第29作品である。

## あらすじ
ビルの屋上にある庭にハンモックを掛けて昼寝をしようとするグーフィー。ハンモックを掛けるのに木が1本足りないことに気付いた彼は、近くの森から木を1本切ってビルに持ってくる。しかし、その木にはライオンが住み着いており、木を奪われたライオンはグーフィーを追いかけそのビルにやって来る。ライオンに気づいたグーフィーは、逃げ回りながらハンモックを守ろうとする。

## スタッフ
- 監督：ジャック・キニー
- 製作：ウォルト・ディズニー
- 脚本：ブライス・マック、ディック・キニー
- 音楽：エドワード・H・プラム
- 効果：ダン・マクマヌス
- 美術：ブルース・ブッシュマン
- 作画：ハリー・ホルト、ケン・オブライエン、ジョン・シブリー
- 背景：ラルフ・ヒュレット

## キャラクター
グーフィー
三度の飯より昼寝が好き。
ライオン
森の木に住み着いていたが、その木がグーフィーに切られてしまう。

## キャスト
| キャラクター | 原語版               | 旧吹き替え版 | 新吹き替え版 |
| ------------ | -------------------- | ------------ | ------------ |
| グーフィー   | ピント・コルヴィッグ | 小山武宏     | 島香裕       |
| 近所の人     |                      | 関時男       |              |
| ナレーター   |                      | 江原正士     |              |

## 日本での公開

### 収録
- 『夢と魔法の宝石箱 ディズニーのなかまたち』（VHS、LD、バンダイ・ホームビデオ、旧吹き替え版）